# Ljustjärnen (Skorpeds socken, Ångermanland)
Ljustjärnen är en sjö i Örnsköldsviks kommun i Ångermanland och ingår i Nätraåns huvudavrinningsområde. Sjön har en area på 0,0404 kvadratkilometer och ligger 375,5 meter över havet.

## Delavrinningsområde
Ljustjärnen ingår i det delavrinningsområde (703963-158995) som SMHI kallar för Utloppet av Ljustjärnen. Medelhöjden är 408 meter över havet och ytan är 0,82 kvadratkilometer. Det finns inga avrinningsområden uppströms utan avrinningsområdet är högsta punkten. Vattendraget som avvattnar avrinningsområdet har biflödesordning 3, vilket innebär att vattnet flödar genom totalt 3 vattendrag innan det når havet efter 84 kilometer. Avrinningsområdet består mestadels av skog (100 procent).